# Tick, Tick... Boom! (musical)
Tick, Tick... Boom! è un musical con colonna sonora e libretto di Jonathan Larson. Dai tratti fortemente autobiografici, il musical racconta di un giovane compositore che tenta di far produrre un proprio musical a Broadway nella New York del 1990.
Il musical fu originariamente concepito come un one-man show interpretato dallo stesso Larson nel 1990. Dopo la morte del compositore, nel 2001 il musical fu revisionato e con un libretto parzialmente riscritto da David Auburn fu portato in scena nell'Off-Broadway, dove vinse l'Outer Critics Circle Award.

## Trama
Jon sta per compiere trent'anni e tenta disperatamente di trovare un produttore per il suo musical SUPERBIA. Rendendosi conto di non essere più giovanissimo, Jon fatica a tollerare gli anni di ripetuti insuccessi professionali e si rende conto di non voler andare avanti a vivere come un artista squattrinato. La fidanzata Susan non lo scoraggia apertamente, ma desidera qualcosa di più dalla vita e vorrebbe avere una famiglia con Jon, che però non può permetterselo. La frustrazione di Jon peggiora quando Michael, il suo amico di vecchia data, abbandona i sogni di sfondare come attore per dedicarsi ad un'attività lavorativa più tradizionale e lucrativa.
Jon prepara un workshop di SUPERBIA davanti a numerosi compositori e produttori, che apprezzano molto il suo lavoro; tuttavia, nessuno di loro decide di investire nello spettacolo e i sogni di Jon restano frustrati. Nonostante i momenti di sconforti, Jon si riappacifica con Susan dopo un litigio e i due decidono di continuare a scriversi. Inoltre si riavvicina anche a Michael dopo aver scoperto che l'amico soffre di HIV. La mattina del suo trentesimo compleanno riceve un messaggio dal suo idolo Stephen Sondheim, che ha visto il workshop di SUPERBIA e vuole parlare con lui del futuro del musical. Jon allora si rende conto di essere amato e apprezzato dai suoi amici e colleghi e si prepara a festeggiare il suo compleanno.

## Brani musicali
- "30/90" – Jon, Michael, Susan
- "Green Green Dress" – Jon, Susan
- "Johnny Can't Decide" – Jon, Susan, Michael
- "Sunday" – Jon e avventori del ristorante
- "No More" – Michael, Jon
- "Therapy" – Jon, Susan
- "Times Square"
- "Real Life" – Michael e compagnia
- "Sugar" – Jon, Karessa, Counter Guy
- "See Her Smile" – Jon e compagnia
- "Superbia Intro"
- "Come to Your Senses" – Karessa
- "Why" – Jon
- "30/90 Reprise" – Jon
- "Louder Than Words" – Cast

## Personaggi
- Jonathan: detto anche "Jon" o "Johnny", è un giovane compositore che sogna il successo a Broadway e sta per compiere trent'anni.
- Michael: amico di vecchia data di Jon, ha abbandonato la recitazione per gli affari ed è sieropositivo. L'attore che interpreta Michael interpreta anche le parti del padre di Jon, Rosa Stevens e altri ruoli minori.
- Susan: fidanzata storica di Jon che sogna più di quanto il ragazzo gli possa offrire. L'attrice che interpreta Susan interprete anche le parti di Rosa Stevens, della madre di Jon, della segretaria, di Judy Wright e Karessa Johnson.

## Sviluppo e creazione
Una prima versione del musical fu presentata al Second Stage Theater dell'Off Off Broadway nel settembre 1990 con il titolo Boho Days. Dopo il workshop, Larson revisionò il progetto e cambiò il titolo in Tick, Tick... Boom! e la nuova versione dello show fu portata in scena dallo stesso autore al Village Gate nel novembre 1991; alti due allestimenti interpretati da Larson sono stati messi in scena anche al New York Theatre Workshop nel 1992 e nel 1993. Per quanto lo spettacolo non ebbe immediatamente successo, Tick, Tick... Boom! attirò l'attenzione del produttore Jeffrey Seller, che nel 1995 avrebbe dato un importante contributo nel portare Rent, l'ultima opera di Larson, in scena a Broadway.
Dopo la morte di Larson nel 1996, la produttrice Victoria Leacock ha chiesto al drammaturgo David Auburn di rimaneggiare Tick, Tick... Boom! per trasformare il one-man show in un musical per tre attori. Dopo diverse revisioni, questa versione del musical è stata portata al debutto al Jane Street Theater dell'Off-Broadway il 23 maggio 2001 e nel programma di sala Auburn figurava come consulente della sceneggiatura.

## Storia delle rappresentazioni
La versione revisionata del musical ebbe la sua prima al Jane Street Theater dell'Off-Broadway il 23 maggio 2001 e rimase in cartellone fino al sei gennaio dell'anno successivo per la regia di Scott Schwartz e le coreografie di Christipher Gatelli. Il cast era composto da Raúl Esparza nel ruolo di Jon, Jerry Dixon nella parte di Michael e Amy Spanger in quella di Susan. Nel corso delle repliche Molly Ringwald rimpiazzò la Spranger nella parte di Susan, mentre Joey McIntyre sostituì Esparza come protagonista. Il musical fu premiato con l'Outer Critics Circle Award ed Esparza vinse l'Obie Award per la sua interpretazione. Dopo il termine delle rappresentazioni a New York la produzione fu trasferita a Seul. Una tournée della produzione diretta da Schwartz attraversò gli Stati Uniti nel 2003 con Christian Campbell, Nikki Snelson e Wilson Cruz.
Nel 2005 il musical ebbe la sua prima londinese alla Menier Chocolate Factory con Neil Patrick Harris, Tee Jaye e Cassidy Janson; questa fu solo il primo di numerosi allestimenti sulle scene londinesi, dove Tick, Tick... Boom! è strato riproposto nel 2009, nel 2010, nel 2011 e nel 2017. La prima europea del musical era avvenuta nel 2003 in Ungheria e altri allestimenti europei sono stati rappresentati in Danimarca (2007), Colonia (2010), Madrid (2011), Olanda (2014) e Repubblica Ceca (2018). Altri allestimenti del musical si contano in Canada (2005), Messico (2008), Filippine (2009), Brasile (2018) e Taiwan (2019).
Dopo tredici anni il musical è tornato sulle scene di New York, in un allestimento al New York City Center nel 2014 con la regia di Oliver Butler e un cast composto da Lin-Manuel Miranda (Jon), Karen Olivo (Susan) e Leslie Odom Jr. (Michael). Nel 2016 il musical è tornato in scena nell'Off-Broadway dal 20 ottobre al 18 dicembre, in cartellone al Theatre Row. Jonathan Silverstein curava la regia mentre il cast era composto da George Salazar, Ciara Renée e Nick Blaemire.
Nel 2022 ha avuto la sua prima rappresentazione italiana, prodotta da Scuola del Teatro Musicale e Fondazione Teatro Coccia a Novara al Teatro Coccia, con una nuova versione revisionata ampliata a sette interpreti tra cui Nicolò Bertonelli nel ruolo di Jon, Matteo Volpotti nella parte di Michael e Federica Maria Stomati in quella di Susan. Marco Iacomelli e Massimiliano Perticari alla regia.

## Adattamento cinematografico
Nel 2021 Lin-Manuel Miranda ha diretto l'omonimo adattamento cinematografico del musical, distribuito da Netflix e prodotto da Ron Howard. Nel cast sono presenti Andrew Garfield, Vanessa Hudgens e Robin de Jesús.